# رود کوکچه

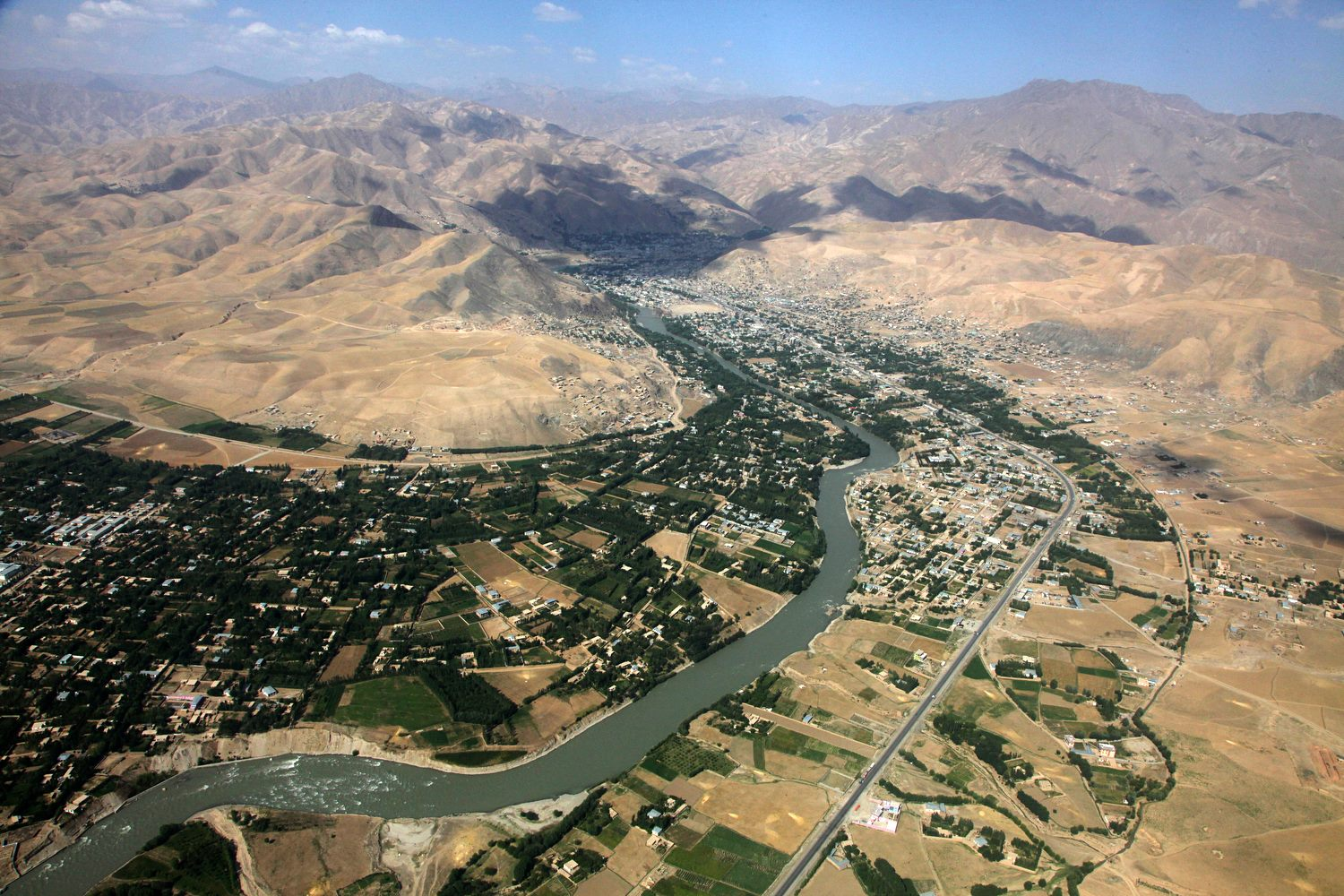
دریای کوکچه در منطقۀ فیض آباد

رود کوکچه یا دریای کوکچه یکی از رودهای جاری و مشهورترین در شمال افغانستان است که از یخچال‌های بخشداری کران و منجان ولایت بدخشان سرچشمه می‌گیرد. آب‌های فرعی آن که باجوش و خروش ویژهٔ خود فاصلهٔ بسیاری را طی نموده باهم یکجاشده، از مرکز شهر بهارک و شهر زیبای فیض‌آباد می‌گذرد و باعث زیبایی این شهر گردیده است.
رود کوکچه بخش بزرگی از رود پنج را تشکیل می‌دهد. از آب این رودخانه استفاده زیادی صورت نگرفته و فقط یک کانال به درازای تقریباً ۱۰ کیلومتر که به نام کانال «سنگ مهر» یاد می‌شود ساخته گردیده است.
امکان جلوگیری از هدر روی این رود در ساحهٔ خواجه‌غار و رساندن آب به‌وسیلهٔ شبکه‌های آبرسانی به زمین‌های دشت ارچی، امام صاحب، دشت شیرماهی و آبدان میرعلم که جمعاً در حدود یک میلیون هکتار زمین خشک قابل کشت را به زمین کشاورزی آبی تبدیل می‌گردد. رود کوکچه ۳۶۰ کیلومتر درازا داشته و پهنای آن در بعضی از ساحات تا ۱۵۰ الی ۲۰۰ متر می‌رسد. سرعت این دریا خیلی تند بوده و سالانه اطراف خود را می‌خراشد و این دریا در منطقهٔ خواجه‌غار به دریای آمو می‌پیوندد.